# Lžičkovec šiškový
Lžičkovec šiškový (Auriscalpium vulgare Gray 1821) je nejedlá, saprofytická houba z čeledi lžičkovcovitých.

## Synonyma[1]
- Hydnum auriscalpium L. (1753)
- Scutiger auriscalpium (L.) Paulet (1812)
- Pleurodon auriscalpium (L.) P.Karst. (1881)
- Leptodon auriscalpium (L.) Quél. (1886)
- Hydnum atrotomentosum Schwalb (1891)
- Auriscalpium auriscalpium (L.) Kuntze (1898)
- Auriscalpium auriscalpium (L.) Banker (1906)
- Hydnum fechtneri Velen. (1922)
- Pleurodon fechtneri (Velen.) Cejp (1928)
- Auriscalpium fechtneri (Velen.) Nikol. (1964)

## Vzhled

### Makroskopický
Klobouk je 5–20 milimetrů široký, ledvinovitého až kruhovitého tvaru, povrch je silně ochlupený, hnědý až hnědočerný se světlejším, někdy dokonce bělavým okrajem. Staré plodnice bývají téměř černé. Hymenofor je tvořen 2–3 milimetry dlouhými ostny, u mladších plodnic světle hnědý či béžový, později šedivý. Třeň je bočně přirostlý, běžně 20–80 milimetrů vysoký, 2–3 milimetry široký. Je tmavší než klobouk, má plstnatý až štětinatý povrch, u báze bývá rozšířený. Dužnina je tuhá, kožovitá, běžně vnímaná jako nejedlá, bez chuti a bez zápachu. Učebnice z roku 1887 přesto zmiňuje, že byl lžičkovec šiškový běžnou součástí jídelníčku ve Francii a Itálii.

### Mikroskopický
Výtrusy jsou téměř kulaté, 3,5–6 mikrometrů velké, bílé barvy.

## Výskyt
Jde o poměrně hojný druh, který roste jednotlivě i po dvojicích na tlejících borových, vzácněji smrkových šiškách částečně či úplně ukrytých v půdě. Díky hnědému zbarvení je houba snadno přehlédnutelná.

## Rozšíření
Běžný druh rostoucí v mírném pásu severní polokoule, vázaný převážně na porosty borovice lesní. Vyskytuje se v Severní Americe, téměř celé Evropě a v některých částech Asie.

## Záměna
Díky svému relativně typickému vzhledu a umístění je záměna nepravděpodobná.